# Danh sách đĩa nhạc của Jackson Wang
Danh sách đĩa nhạc của ca sĩ, nhạc sĩ, vũ công và nhà sản xuất người HongKong Jackson Wang bao gồm 2 album phòng thu, 18 đĩa đơn, 34 bản hợp tác và 9 bài nhạc nền chuơng trình truyền hình

## Albums

### Album phòng thu
| Tựa       | Thông tin chi tiết | Vị trí cao nhất | Vị trí cao nhất | Vị trí cao nhất | Vị trí cao nhất | Vị trí cao nhất | Doanh số      |
| Tựa       | Thông tin chi tiết | US              | AUSDig.         | FRA Dig.        | KOR             | UKDig.          | Doanh số      |
| --------- | --- | --------------- | --------------- | --------------- | --------------- | --------------- | ------------- |
| Mirrors   | - Phát hành: 25 tháng 10, 2019 - Hãng đĩa: Team Wang, Western and 6th - Định dạng: tải xuống kỹ thuật số, phát trực tuyến | 32              | 18              | 62              | —               | 83              |               |
| Magic Man | - Phát hành: 9 tháng 9, 2022 - Hãng đĩa: Team Wang - Formats: CD, tải xuống kỹ thuật số, phát trực tuyến                  | 15              | —               | —               | 5               | —               | - KOR: 62,000 |

### Mixtapes
| Tựa          | Thông tin chi tiết                                                                                     |
| ------------ | --- |
| Lost & Found | - Phát hành: 7 tháng 3, 2022 - Hãng đĩa: Team Wang - Định dạng: tải xuống kỹ thuật số, phát trực tuyến |

## Đĩa đơn

### Nghệ sĩ chính
| Tựa                                                                                           | Năm  | Vị trí cao nhất | Vị trí cao nhất | Vị trí cao nhất | Vị trí cao nhất | Vị trí cao nhất | Album     |
| Tựa                                                                                           | Năm  | CHN             | KOR             | NZHot           | USPop           | US World        | Album     |
| --------------------------------------------------------------------------------------------- | ---- | --------------- | --------------- | --------------- | --------------- | --------------- | --------- |
| "Some Strange Work" (上班有些怪)                                                              | 2016 | —               | —               | —               | —               | —               |           |
| "Generation 2"                                                                                | 2017 | —               | —               | —               | —               | —               |           |
| "Papillon"                                                                                    | 2017 | —               | —               | —               | —               | —               |           |
| "(V)ision"                                                                                    | 2017 | —               | —               | —               | —               | —               |           |
| "Okay"                                                                                        | 2017 | —               | —               | —               | —               | —               |           |
| "Dawn of Us"                                                                                  | 2018 | —               | —               | —               | —               | —               |           |
| "Fendiman"                                                                                    | 2018 | —               | —               | —               | —               | —               |           |
| "X"                                                                                           | 2018 | —               | —               | —               | —               | —               |           |
| "Different Game" (feat. Gucci Mane)                                                           | 2018 | —               | —               | —               | —               | —               |           |
| "Oxygen"                                                                                      | 2019 | 11              | —               | —               | —               | —               |           |
| "Bullet to the Heart"                                                                         | 2019 | *               | —               | —               | —               | —               | Mirrors   |
| "Dway!"                                                                                       | 2019 | *               | —               | —               | —               | —               | Mirrors   |
| "100 Ways"                                                                                    | 2020 | *               | —               | 39              | 26              | —               |           |
| "Alone" (一個人)                                                                              | 2021 | *               | —               | —               | —               | 4               |           |
| "LMLY"                                                                                        | 2021 | *               | —               | —               | 33              | —               |           |
| "Jackson Wang" (王嘉尔)                                                                       | 2022 | *               | —               | —               | —               | —               |           |
| "Blow"                                                                                        | 2022 | *               | —               | —               | —               | —               | Magic Man |
| "Cruel"                                                                                       | 2022 | *               | —               | —               | —               | —               | Magic Man |
| "-" biểu thị các bản phát hành không có bảng xếp hạng hoặc không được phát hành ở khu vực đó. |      |                 |                 |                 |                 |                 |           |

### Kết hợp cùng nghệ sĩ khác
| Tựa                                                                                           | Năm  | Vị trí cao nhất | Vị trí cao nhất | Vị trí cao nhất | Album                                      |
| Tựa                                                                                           | Năm  | CHN             | KOR             | US World        | Album                                      |
| --------------------------------------------------------------------------------------------- | ---- | --------------- | --------------- | --------------- | ------------------------------------------ |
| "Frozen in Time" (멈춰버린 시간) (Sunmi feat. Jackson)                                        | 2014 | —               | 100             | —               | Full Moon                                  |
| "Lucky Rain" (Tia Ray feat. Jackson)                                                          | 2018 | —               | —               | —               | TIARA                                      |
| "Can't Breathe" (Eddie Supa feat. Jackson and Stan Sono)                                      | 2018 | —               | —               | —               | B2 Music & Vibe Presents:Urban Asia Vol. 1 |
| "Creo en mi" (Sammi Cheng feat. Jackson)                                                      | 2018 | —               | —               | —               | Believe In Mi                              |
| "Creo en mi (Jackson Boytoy remix)" (Sammi Cheng feat. Jackson)                               | 2018 | —               | —               | —               | Believe In Mi                              |
| "Hello" (Fei feat. Jackson Wang)                                                              | 2018 | 86              | —               | —               |                                            |
| "Abyss" (深淵) (Nicholas Tse feat. Jackson Wang)                                              | 2019 | 32              | —               | —               |                                            |
| "Shaping" (塑造) (Nicholas Tse feat. Jackson Wang)                                            | 2019 | 28              | —               | —               |                                            |
| "Hypey" (Lai Kuan-lin feat. Jackson Wang)                                                     | 2019 | —               | —               | —               | 9801                                       |
| "Rumble" (GoldLink feat. Jackson Wang)                                                        | 2019 | —               | —               | —               | DIASPORA                                   |
| "Too Busy" (Boy Story feat. Jackson Wang)                                                     | 2019 | *               | —               | —               | Too Busy                                   |
| "Face Power" (KnowKnow feat. Jackson Wang)                                                    | 2019 | *               | —               | —               | Mr. Enjoy Da Money                         |
| "Magnetic" (Rain feat. Jackson Wang)                                                          | 2021 | *               | —               | 15              | Pieces by Rain                             |
| "So Bad" (Vava feat. Jackson Wang)                                                            | 2021 | *               | —               | —               |                                            |
| "M.I.A" (Afgan feat. Jackson Wang)                                                            | 2021 | *               | —               | —               |                                            |
| "California (Remix)" (Rich Brian and Niki feat. Jackson Wang and Warren Hue)                  | 2021 | *               | —               | —               |                                            |
| "KO" (XXXL feat. Jackson Wang)                                                                | 2021 | *               | —               | —               |                                            |
| "Damn Girl" (CrazyBoy feat. Jackson Wang)                                                     | 2022 | *               | —               | —               | Hip Life: Pop Life                         |
| "Easier" (Amber Liu feat. Jackson Wang)                                                       | 2022 | *               | —               | —               | Z!                                         |
| "Mind Games" (Milli feat. Jackson Wang)                                                       | 2022 | *               | —               | —               |                                            |
| "-" biểu thị các bản phát hành không có bảng xếp hạng hoặc không được phát hành ở khu vực đó. |      |                 |                 |                 |                                            |

## Hợp tác
| Tựa                                                                                           | Năm  | Vị trí cao nhất | Vị trí cao nhất | Vị trí cao nhất | Vị trí cao nhất | Vị trí cao nhất | Vị trí cao nhất | Album                 |
| Tựa                                                                                           | Năm  | CHN             | KOR             | NZHot           | USPop           | USDance         | US World        | Album                 |
| --------------------------------------------------------------------------------------------- | ---- | --------------- | --------------- | --------------- | --------------- | --------------- | --------------- | --------------------- |
| "Stress Come On!" (스트레스 컴온!) (as part of Big Byung)                                     | 2014 | —               | —               | —               | —               | —               | —               |                       |
| "Ojingeo doenjang" (오징어 된장) (as part of Big Byung)                                       | 2015 | —               | —               | —               | —               | —               | —               |                       |
| "Mood" (with Meng Jia)                                                                        | 2017 | —               | —               | —               | —               | —               | —               |                       |
| "Bruce Lee" (李小龙) (with Al Rocco)                                                          | 2018 | —               | —               | —               | —               | —               | —               |                       |
| "Red" (with Ice)                                                                              | 2019 | 66              | —               | —               | —               | —               | —               |                       |
| "MK Circus" (with Dough-Boy)                                                                  | 2019 | 41              | —               | —               | —               | —               | —               |                       |
| "For The Love of It" (热爱就一起) (with G.E.M)                                                | 2019 | 41              | —               | —               | —               | —               | —               |                       |
| "Another" (with Roi)                                                                          | 2019 | 11              | —               | —               | —               | —               | —               |                       |
| "Tequila Sunrise" (Jackson Wang and Higher Brothers feat. August 08 and GoldLink)             | 2019 | *               | —               | —               | —               | —               | —               | Head in the Clouds II |
| "Walking" (Joji and Jackson Wang feat. Swae Lee and Major Lazer)                              | 2019 | *               | —               | 28              | 39              | —               | —               | Head in the Clouds II |
| "I Love You 3000 II" (Stephanie Poetri and Jackson Wang)                                      | 2019 | *               | —               | —               | —               | —               | —               | Head in the Clouds II |
| "Pretty Please" (Jackson Wang and Galantis)                                                   | 2020 | *               | —               | —               | —               | 12              | —               |                       |
| "Should've Let Go" (過) (with JJ Lin)                                                         | 2020 | *               | —               | —               | —               | —               | 19              |                       |
| "Drive You Home" (with Internet Money)                                                        | 2021 | *               | —               | —               | 39              | —               | —               |                       |
| "-" biểu thị các bản phát hành không có bảng xếp hạng hoặc không được phát hành ở khu vực đó. |      |                 |                 |                 |                 |                 |                 |                       |

## Soundtrack appearances
| "Fresh Sunday Theme Song" (透鲜滴星期天主题曲) (With He Jiong) | 2016 | —  | — | Fresh Sunday OST                    |
| "Please" (拜托了) (With He Jiong and Go Fridge cast) | 2016 | —  | — | Go Fridge OST                       |
| "Go Fridge Season 3 Theme Song" (拜托了冰箱3主题曲) | 2017 | —  | — | Go Fridge OST                       |
| "Novoland: The Castle in the Sky" (九州天空城) | 2017 | —  | — | Novoland: The Castle in the Sky OST |
| "U&I" (with Got7's JB) | 2017 | —  | — | The Package OST                     |
| "U&I (Chinese Version)" (with JB) | 2017 | —  | — | The Package OST                     |
| "Silence" (安静) | 2019 | 87 | — | Sound of My Dream 3                 |
| "Born To Be Alive" | 2022 | —  | — | Minions: The Rise of Gru            |
| "Fire to the Fuse" | 2022 | —  | — | League of Legends                   |
| "-" biểu thị các bản phát hành không có bảng xếp hạng hoặc không được phát hành ở khu vực đó. Lưu ý: Billboard China Top 100 đã được Billboard Trung Quốc phát động vào tháng 1 năm 2019 . |      |    |   |                                     |

## Music videos
| Năm  | Tựa                                            | Nghệ sĩ                                                 | Đạo diễn                   | Ghi chú                                    |
| ---- | ---------------------------------------------- | ------------------------------------------------------- | -------------------------- | ------------------------------------------ |
| 2016 | "Some Strange Work" (上班有些怪)               | Jackson Wang                                            |                            | Quảng cáo cho Pizza Hut China              |
| 2017 | "Generation 2"                                 | Jackson Wang                                            | Ojun Kwon                  | Quảng cáo cho Pepsi China                  |
| 2017 | "Papillon"                                     | Jackson Wang                                            | Ojun Kwon                  |                                            |
| 2017 | "Papillon (Dance ver.)"                        | Jackson Wang                                            |                            |                                            |
| 2017 | "Novoland: The Castle in the Sky" (九州天空城) |                                                         |                            | OST cho Novoland: The Castle in the Sky 3D |
| 2017 | "U&I"                                          | JB and Jackson Wang                                     |                            | Soundtrack for The Package                 |
| 2017 | (V)ision                                       | Jackson Wang                                            |                            | Quảng cáo cho Vivo Blue                    |
| 2017 | "Okay"                                         | Jackson Wang                                            | Ojun Kwon                  |                                            |
| 2017 | "Mood"                                         | Meng Jia and Jackson Wang                               | Ojun Kwon                  |                                            |
| 2018 | "Dawn of Us"                                   | Jackson Wang                                            | Ojun Kwon                  |                                            |
| 2018 | "Fendiman"                                     | Jackson Wang                                            |                            | Quảng cáo cho Fendi China                  |
| 2018 | "Lucky Rain"                                   | Tia Ray (feat. Jackson Wang)                            | An Xing                    |                                            |
| 2018 | "Bruce Lee" (李小龙)                           | Al Rocco and Jackson Wang                               | JJ One, Alex One           |                                            |
| 2018 | "Creo en mi"                                   | Sammi Cheng (feat. Jackson Wang)                        | Bill Chia                  |                                            |
| 2018 | "Made It"                                      | Jackson Wang                                            | Naive Creative Production  | Got7's album Present: You                  |
| 2018 | "Different Game"                               | Gucci Mane and Jackson Wang                             | Ojun Kwon                  |                                            |
| 2018 | "Hello"                                        | Fei feat. Jackson Wang                                  |                            |                                            |
| 2019 | "MK Circus"                                    | Dough-Boy and Jackson Wang                              |                            |                                            |
| 2019 | "Abyss" (深淵)                                 | Nicholas Tse (feat. Jackson Wang)                       |                            |                                            |
| 2019 | "Oxygen"                                       | Jackson Wang                                            | Ojun Kwon                  |                                            |
| 2019 | "Shaping" (塑造)                               | Nicholas Tse (feat. Jackson Wang)                       |                            |                                            |
| 2019 | "For The Love of It" (热爱就一起)              | G.E.M. and Jackson Wang                                 |                            | Quảng cáo cho Pepsi China                  |
| 2019 | "Too Busy"                                     | Boy Story (feat. Jackson Wang)                          |                            |                                            |
| 2019 | "Bullet to the Heart"                          | Jackson Wang                                            | Daniel Cloud Campos        |                                            |
| 2019 | "I Love You 3000 II"                           | Stephanie Poetri and Jackson Wang                       |                            |                                            |
| 2019 | "Walking"                                      | Joji and Jackson Wang (feat. Swae Lee and Major Lazer)  | Eoin Glaister              |                                            |
| 2019 | "Dway!"                                        | Jackson Wang                                            | Daniel Cloud Campos        |                                            |
| 2019 | "Titanic"                                      | Jackson Wang (feat. Rich Brian)                         | Brendan Vaughan            |                                            |
| 2020 | "100 Ways"                                     | Jackson Wang                                            | Daniel Cloud Campos        |                                            |
| 2020 | "Pretty Please"                                | Jackson Wang and Galantis                               | Jackson Wang, Conglin      |                                            |
| 2020 | "Should've Let Go" (過)                        | Jackson Wang and JJ Lin                                 | Tao Lei                    |                                            |
| 2021 | "Alone" (一個人)                               | Jackson Wang                                            | Jackson Wang and Ojun Kwon |                                            |
| 2021 | "Magnetic"                                     | Rain (feat. Jackson Wang)                               | Jackson Wang and Mamesjao  |                                            |
| 2021 | "M.I.A."                                       | Afgan (feat. Jackson Wang)                              |                            |                                            |
| 2021 | "LMLY"                                         | Jackson Wang                                            | Jackson Wang and Mamesjao  |                                            |
| 2021 | "California (Remix)"                           | Rich Brian and Niki (feat. Jackson Wang and Warren Hue) |                            |                                            |
| 2021 | "Drive You Home"                               | Jackson Wang and Internet Money                         | Jackson Wang and Mamesjao  |                                            |
| 2022 | "Jackson Wang" (王嘉尔)                        | Jackson Wang                                            | Jackson Wang and Choi      |                                            |
| 2022 | "Blow"                                         | Jackson Wang                                            | Daniel Cloud Campos        |                                            |
| 2022 | "Cruel"                                        | Jackson Wang                                            | Rich Lee                   |                                            |
| 2022 | "Blue"                                         | Jackson Wang                                            | Jenna Marsh                |                                            |